# Guglielmo Scilla

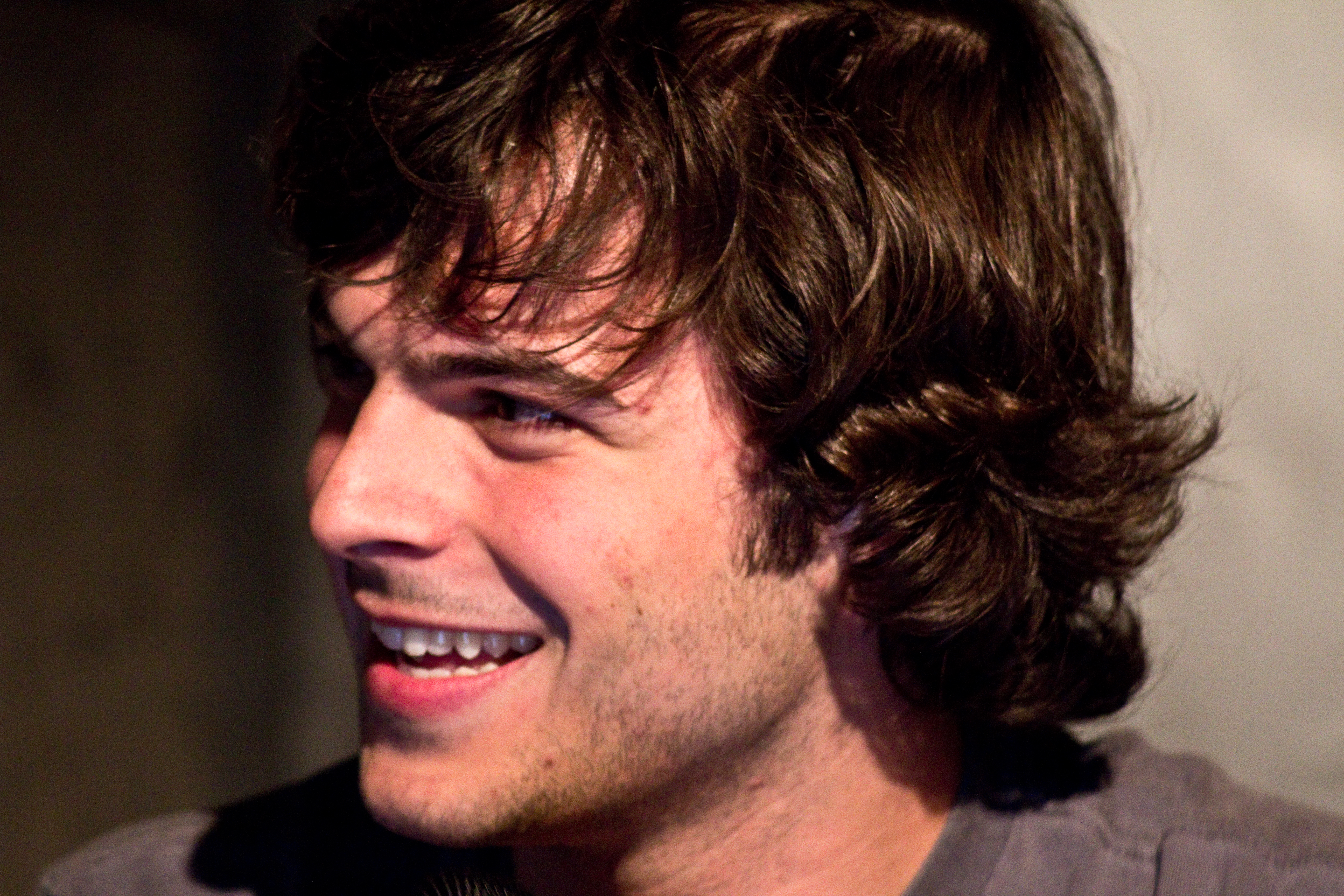
Guglielmo Scilla

Guglielmo Scilla (Roma, 26 de noviembre de 1987) es un actor, escritor, presentador y bloguero italiano
Se hizo conocido como Willwoosh en su canal de YouTube.

## Filmografía
- Una canzone per te, de Herbert Simone Paragnani (2010)
- Matrimonio a Parigi, de Claudio Risi (2011)
- 10 regole per fare innamorare, de Cristiano Bortone (2012)

### Internet
- Freaks!, de Claudio Di Biagio y Matteo Bruno (2011-2012)

### Televisión y radio
- A tu per Gu, Radio Deejay (2011-2012)
- 30 gradi di separazione, Deejay TV (2012)

## Libros
- 10 regole per fare innamorare con Alessia Pelonzi (Kowalski editore, 2012)[2]